# Красный маяк (текстильное предприятие)
«Красный маяк» — текстильная фабрика в Санкт-Петербурге на Выборгской набережной. Существовала с 1899 года. Ныне закрыта, помещения сдаются различным организациям.

## История

### Дореволюции
В Санкт-Петербурге XIX-XX веков был целый ряд текстильных фабрик, и они меняли владельцев; хозяева фабрик объединяли капиталы .
До социалистической революции 1917г., в результате которой оно было национализировано, предприятие называлось «Николаевская бумагопрядильная мануфактура акционерного общества „Воронин, Лютш и Чешер“»  и располагалось в домах 55—59 по Выборгской набережной (ткацкий корпус имеет современный адрес по Кантемировской улице, 3). Архитектор главного здания (1899) — Василий Косяков. В 1907 году перестроена М. Ю. Кац-Капелинским. Здание в 2001 году было включено в «Перечень вновь выявленных объектов, представляющих историческую, научную, художественную или иную культурную ценность». Ранее это была фабрика Гука.
Мануфактуре предшествовала в 1772-1830 гг. канатная фабрика немецкого предпринимателя купца первой гильдии Гаврилы Ивановича (Габриэля Генриха) Флуга (Флюга, Пфлуха), по фамилии которого получил название Флюгов переулок, ставший с 1953 года Кантемировской улицей в память об освобождении советскими войсками железнодорожной станции Кантемировка в Воронежской области во время Великой Отечественной войны. Как владелец фабрики Гаврила Флуг впервые упоминается в двадцатисемилетнем возрасте. Его семья дружила с художником Павлом Федотовым, и её члены ему позировали. Среди прямых потомков Флуга народный художник СССР Илья Глазунов (по материнской линии).

### При советской власти
Предприятие национализировано в 1919 году, название «Красный маяк» получило с 1923 года, не раз переименовывалось и реорганизовывалось.

### После 1991 года
В 1992 году реорганизовано в АООТ «Санкт-Петербургский ордена „Знак Почёта“ комбинат технических тканей „Красный маяк“».
В 1996 году помещения комбината были распроданы по цене около 70 долл./м². К 1997 году предприятие полностью обанкротилось, была создана ликвидационная комиссия.
31 марта 2005 года в помещениях завода произошёл крупный пожар.
В 2008 году стало известно о том, что администрация комплекса продаёт его израильской страховой группе Menora Mivtachim Holdings (англ.; связана с польской Globe Trade Centre S. A. ( GTC) (англ.) и голландско-израильской компании Kardan. На участке 4,3 га предполагалось построить к 2011—2013 году офисный комплекс на 110 тыс. м². На 2013 год бизнес-центра на Выборгской, 55, ещё не построено, но есть реальные планы по развитию этой территории.
С 2015г. после реконструкции с 2013г. корпуса на Кантемировской улице дом 3 в нем открылась Школа Экономики и менеджмента Национального исследовательского университета "Высшая школа экономики" (НИУ ВШЭ) в Санкт-Петербурге.  Напротив съезда с Кантемировского моста у здания вуза установлена деревянная модульная скульптура в виде сидящей фигуры из серии работ "Красные человечки" (англ. Red people) петербургского дизайнера, куратора программы "Коммуникационный дизайн" и  преподавателя Школы дизайна ВШЭ в СПб Андрея Люблинского. Работы из этой серии установлены и в других точках ВШЭ в Санкт-Петербурге, а также в публичных пространствах в других городах. Их упрощённый силуэт отражает "пиксельную эстетику" изображений на дисплеях ранних компьютеров.
В 2018-19 гг. была проведена государственная историко-культурная экспертиза комплекса объектов культурного наследия, в том числе завода "Новый Лесснер" (в советское время - завод имени Карла Маркса) и Николаевской мануфактуры АО "Воронин, Лютш и Чешер" по заказу нового застройщика.

## Объекты культурного наследия
- Комплекс построек Николаевской мануфактуры акционерного общества “Воронин, Лютш и Чешер”. Время возникновения объекта, основных перестроек: 1899 г. Местонахождение объекта: улица Александра Матросова, 4, корп. 2, лит. К, Л (Прядильный корпус с кузницей и дымовой трубой)[22]; Кантемировская ул., 3, корп. 1, лит. А, Б[23].
- Жилой дом бумагопрядильной и трикотажной Николаевской мануфактуры акционерного общества мануфактур “И.А. Воронин, Лютш и Чешер”. Время возникновения объекта, основных перестроек: 1913-1914 гг. Местонахождение объекта: Выборгская наб., 59, корп. 1, лит. А[24].
- Ткацкий корпус. Местонахождение объекта Кантемировская ул., 3, корп. 1, лит. А, Б. Время возникновения объекта, основных перестроек: 1892-1896гг[25].